# Low Key (Ally Brooke)
Low Key è il primo singolo della cantante statunitense Ally Brooke, pubblicato il 31 gennaio 2019 dalla Atlantic Records.
Il brano, scritto dalla cantante stessa insieme a John Ryan, Teddy Geiger e Julian Bunette, ha visto la collaborazione del rapper statunitense Tyga.

## Antefatti
Brooke è stata in studio di registrazione molti mesi cercando di trovare il suo sound e la canzone giusta da pubblicare, registrando oltre 50 canzoni. Riguardo al suo percorso da solista, la cantante ha dichiarato ad una conferenza stampa:
Il brano Low Key le è stato presentato dal suo manager, che le ha detto che se i suoi dirigenti di etichetta avessero potuto garantire la traccia, sarebbe stata il suo primo singolo. La cantante, dopo aver ascoltato la canzone, era d'accordo che fosse perfetta per lei, considerandola "sfacciata, divertente e sexy". Inoltre, Brooke ha dichiarato che è stata originariamente scritta per una voce maschile. Dopo aver messo a punto la canzone, i dirigenti della sua etichetta hanno consigliato di aggiungere Tyga alla canzone.
La cantante ha annunciato l'uscita del singolo all'inizio di gennaio 2019. Nella settimana della première del singolo, frammenti della canzone, foto del dietro le quinte e un'anteprima del video musicale sono stati pubblicati dagli account di Brooke sui social media. La cantante, inoltre, ha pubblicato anteprime della canzone inviando oltre 100 messaggi personalizzati ai fan. Low Key è il suo singolo di debutto ufficiale dal suo imminente album di debutto. La canzone e il videoclip sono stati pubblicati il 31 gennaio 2019.

## Descrizione
Si tratta di un brano latino e urban pop suonato in chiave di Fa diesis minore a tempo di 109 battiti al minuto. Low Key è stato scritto da Ally Brooke, John Ryan, Teddy Geiger e Julian Bunetta. Brooke ha detto che i testi si riferiscono ad un flirt con un'altra persona, chiedendogli di conoscerla, e rappresentano anche la sua introduzione al mondo come artista solista. Billboard ha descritto Low Key come "un brano mid-tempo con sfumature di R&B". MTV ha detto che la canzone si inserisce nel genere "latino che incontra l'urban pop".

## Video musicale
Il videoclip del brano è stato pubblicato il 31 gennaio 2019 su YouTube. Esso presenta riprese sensuali della cantante in una lussuosa sala da ballo mentre cerca di nascondere una relazione "di basso profilo" con un compagno di ballo che lei dice sia "solo un amico" all'inizio del video. Prima del verso di Tyga, Brooke mostra le sue abilità nel ballo.

## Classifiche
| Classica (2019) | Posizione massima |
| --------------- | ----------------- |
| Croazia         | 84                |
| Romania         | 17                |
| Russia          | 72                |